# Modus (série de televisão)
Modus (em Portugal, A Teia) é uma série de televisão sueca, do género drama policial, emitida originalmente pelo canal TV4 desde 23 de setembro de 2015. A série é uma adaptação televisiva, feita por Mai Brostrøm e Peter Thorsboe, da série literária "Vik/Stubø", escrita pela norueguesa Anne Holt. A primeira temporada, constituída por oito episódios, é baseada no quarto livro, Pengemannen, enquanto a segunda temporada, também de oito episódios, tem por base o terceiro livro, Presidentens valg.
Após o sucesso da primeira temporada na Suécia, onde obteve uma audiência de cerca de um milhão de telespectadores, a série foi renovada para uma segunda temporada que estreou em 2017.
Em Portugal, a série recebeu o nome A Teia, sendo que a primeira temporada estreou na RTP2 no dia 7 de novembro de 2017. Já a segunda temporada, teve estreia no mesmo canal no dia 19 de dezembro de 2017.

## Sinopse

### Primeira temporada
Inger Johanne Vik, uma psicóloga e investigadora criminal, abandonou o FBI e está de volta à Suécia para trabalhar no meio académico. Contudo, um assassinato cuja única testemunha é a sua filha Stina, uma criança autista, leva Inger a envolver-se numa investigação de uma série de mortes perturbadoras, onde conhece Ingvar Nyman, um detetive da polícia sueca. Pouco depois desse assassinato, na véspera de Natal, Nyman é enviado a Upsália para investigar o homicídio da episcopisa Elisabeth Lindgren. Em Estocolmo, outros corpos começam a aparecer e, embora as causas das mortes sejam diferentes, Inger começa a perceber um padrão. Prontamente, Nyman e Inger juntam-se na busca frenética para apanhar o assassino em série.

### Segunda temporada
A primeira mulher a assumir a presidência dos Estados Unidos, Helen Tyler, está de visita oficial à Suécia, quando desaparece misteriosamente da sua residência logo na primeira noite no país. No decurso da investigação, há uma disputa pelo controle do caso entre o FBI e a polícia sueca, pelo que cedo Inger Johanne e Ingvar percebem que só podem confiar um no outro. Além disso, Inger vê-se obrigada a enfrentar o seu passado ao descobrir que o homem de confiança da presidente é o seu antigo mentor no FBI, Warren Schifford, com quem teve uma relação tumultuosa, e com o qual deve agora colaborar. Tudo isto, num altura em que ela está prestes a ter um bebé, fruto da sua relação com Ingvar.

## Elenco
- Melinda Kinnaman – Inger Johanne Vik; uma psicóloga e investigadora criminal
- Henrik Norlén – Ingvar Nymann; um inspetor da polícia
- Esmeralda Struwe – Stina Vik; a filha mais velha de Inger
- Simon J. Berger – Isak Aronson; o primeiro marido de Inger e pai das suas duas filhas
- Annika Hallin – Hedvig Nyström; um patologista da polícia
- Gerhard Hoberstorfer — Bo Sundberg; um detetive da polícia
- Björn Andersson – Alfred Nyman;
- Lily Wahlsten – Linnéa Vik; a filha mais nova de Inger

### Primeira temporada (2015)
- Marek Oravec – Richard Forrester
- Magnus Roosmann – Magnus Ståhl
- Peter Jöback –  Rolf Ljungberg
- Johan Widerberg – Lukas Lindgren
- Krister Henriksson – Erik Lindgren
- Liv Mjönes – Patricia Green
- Cecilia Nilsson – Elisabeth Lindgren
- Josefine Tengblad – Sophie Dahlberg
- Ellen Mattsson – Astrid Friberg
- Primus Lind — Noah Ståhl
- Eva Melander — Marianne Larsson
- Julia Dufvenius — Isabella Levin
- Simon Norrthon — Lennart Carlsson
- Stephen Rappaport — Jacob Lindstrom
- Christoffer Jareståhl — Robin Larsson
- Anki Lidén — Gunilla Larsson
- Philip Martin — Hakim Hammar

### Segunda temporada (2017)
- Kim Cattrall — Helen Tyler; a presidente dos Estados Unidos
- Greg Wise — Warren Schifford; um agente do FBI e assessor especial
- Martin Marquez — Hunter Russell; um agente do Serviço Secreto
- Lachele Carl — Lori Reed; a embaixadora dos Estados Unidos na Suécia
- Billy Campbell — Dale Tyler; o primeiro-cavalheiro
- Emilia Poma — Zoe Tyler; a filha da presidente
- Paprika Steen — Alva Roos; a inspetora-chefe
- Johan Rabaeus — Harald Bohman; o primeiro-ministro da Suécia
- Bijan Daneshmand — Mahmoud Muntasir; um bilionário da indústria petrolífera
- Samuel Fröler — Torbjörn Skoglund
- Anja Lundqvist — Jessica Östlund
- Lo Kauppi — Linda Clason
- Nina Zanjani — Philippa
- Christopher Wollter — Tobias Magnusson
- Sigge Eklund — Gustav
- Jonas Malmsjö — Oscar Ek
- Sasha Behar — Raja Cooper